# ГПЗ Равен – Амірія
ГПЗ Равен – Амірія – трубопровід, який сполучає кілька підприємства газопереробної галузі Єгипту.
У 2021 році на ГПЗ Равен, що знаходиться на схід від Александрії, почала надходити продукція офшорного родовища Равен. Після вилучення конденсату у газі залишаються великі обсяги інших гомологів метану, тоді як на західній околиці александрійської агломерації знаходяться підприємства, що спеціалізуються на роботі з ними – Газопереробний завод Західної пустелі (WDGC, здатний вилучати не лише пропан та бутан, але й етан-пропанову суміш, необхідну для сусідніх піролізних виробництв) та ГПЗ Амірія (обмежується роботою з фракціями С3+). Як наслідок, в 2022-му ввели в дію газопровід між ГПЗ Равен та районом Амірія.
Довжина основної лінії, що завершується на WDGC, становить 70 км при діаметрі 750 мм. До ГПЗ Амірія відходить перемичка завдовжки 5 км з діаметром 450 мм. За проектом WDGC має приймати для переробки 9,9 млн м3 на добу, тоді як для другого заводу призначаються 2,8 млн м3 на добу.